# Речман, Виктор Фёдорович
Виктор Фёдорович Речман (8 мая 1939 — 17 августа 2020, Москва) — советский и российский актёр театра и кино, заслуженный артист России (1999).

## Биография
Родился 8 мая 1939 года. В 1964 году окончил Театральный институт имени Бориса Щукина (курс А. А. Орочко, Ю. В. Катина-Ярцева). Работал в театрах Волгограда и Твери. 
В 1966 году вошёл в труппу Московского театра имени Ленинского Комсомола (ныне Ленком), где служил до конца жизни, сыграв более 30 ролей в спектаклях.
Скончался 17 августа 2020 года в Москве. Похоронен на Николо-Архангельском кладбище.

## Награды
- Заслуженный артист России (1999).

## Работы в театре

### Ленком
- 1965 — «Снимается кино», режиссёр Анатолий Эфрос, Лев Дуров
- 1973 — «Автоград-XXI», режиссёр Марк Захаров
- 1974 — «Тиль Уленшпигель», режиссёры Марк Захаров, Юрий Махаев
- 1975 — «В списках не значился», режиссёры Марк Захаров, Юрий Махаев
- 1975 — «Иванов», режиссёры Сергей Штейн, Марк Захаров
- 1977 — «Гамлет», режиссёр Андрей Тарковский
- 1989 — «Мудрец», режиссёр Марк Захаров
- 1989 — «Поминальная молитва», режиссёр Марк Захаров
- 1995 — «Королевские игры», режиссёры Марк Захаров, Юрий Махаев
- 2001 — «Шут Балакирев», режиссёры Марк Захаров, Юрий Махаев

## Фильмография
1. 1960 — Девичья весна — эпизод (нет в титрах)
2. 1960 — Повесть пламенных лет — эпизод (нет в титрах)
3. 1964 — Вызываем огонь на себя (1-я серия) — немец
4. 1964 — Казнены на рассвете... — Михаил Канчер, народоволец-сигнальщик
5. 1967 — Путь в «Сатурн» — немецкий диверсант, в первый день войны
6. 1973 — Костёр на снегу
7. 1973 — Океан — Святослав Куклин, капитан третьего ранга
8. 1974 — Фронт без флангов — эпизод
9. 1978 — Летняя поездка к морю — эпизод
10. 1979 — По данным уголовного розыска — Шантрель, одесский бандит, он же Генрих Карлович Гоппе, он же Григорий Кириллович Гопа из Харькова
11. 1990 — Там, где мы бывали... — немецкий лётчик
12. 2005 — Варвар и еретик — обер-кельнер
13. 2011 — Шут Балакирев — Пётр Павлович Шафиров,  вице-канцлер